# Bergerie
Pour l’article homonyme, voir Bergerie (Dutilleux) pour l'œuvre musicale.

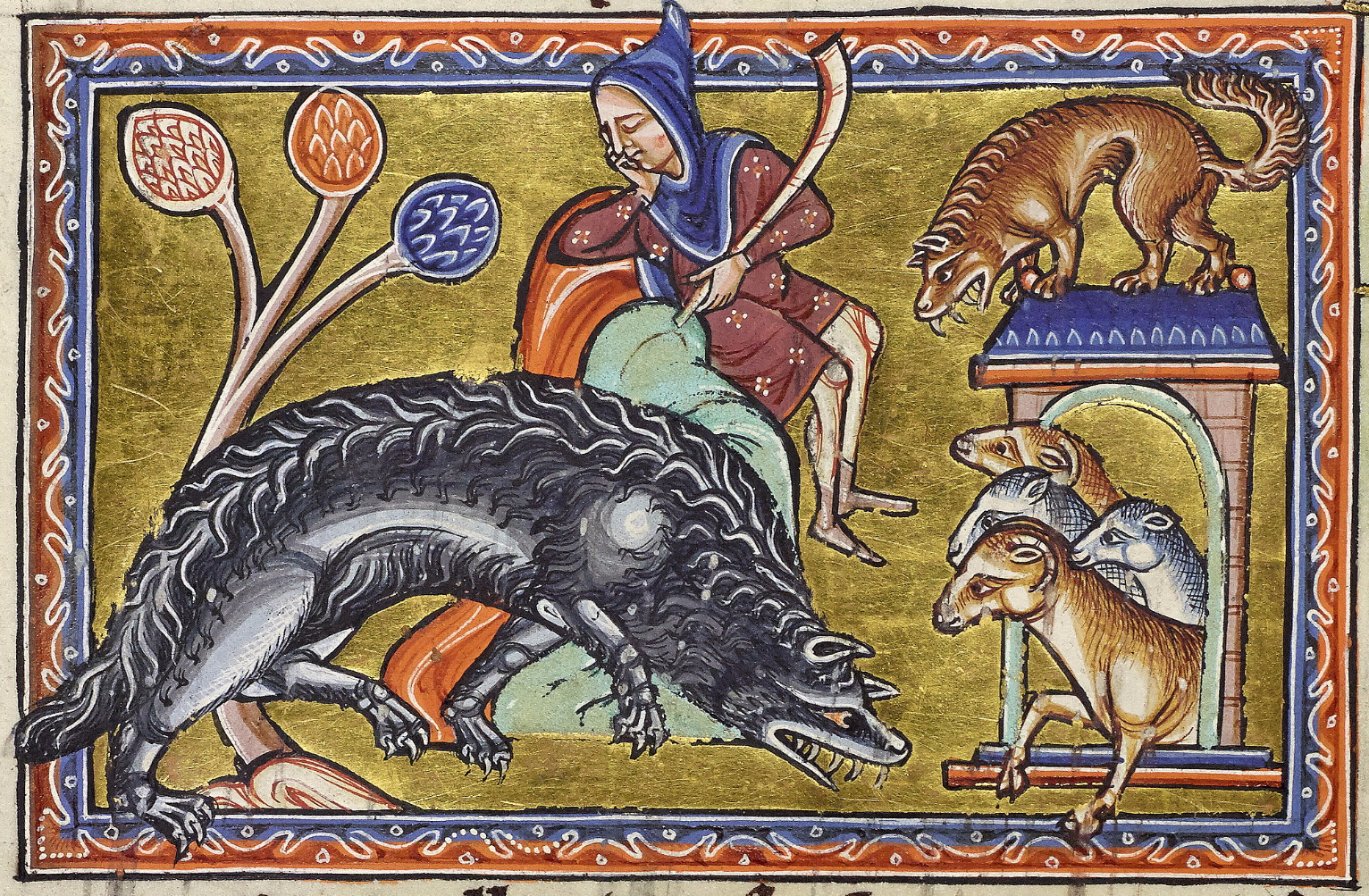
Enluminure représentant (métaphore) le berger qui dort en pensant ses moutons protégés du loup par la bergerie

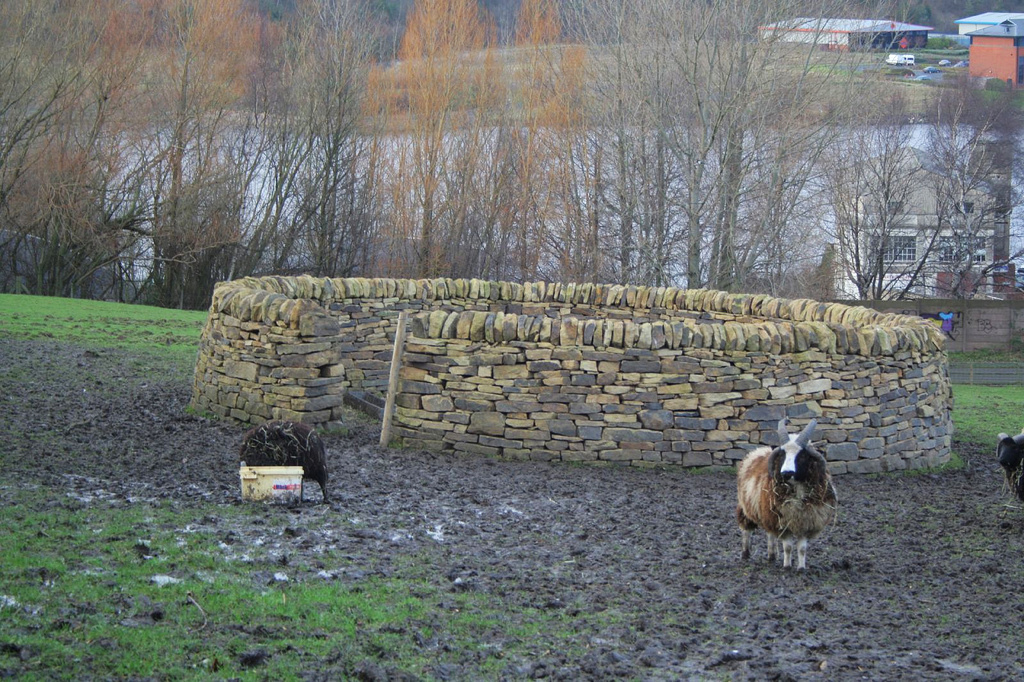
Bergerie-enclos ; simple mur circulaire de pierre sèche

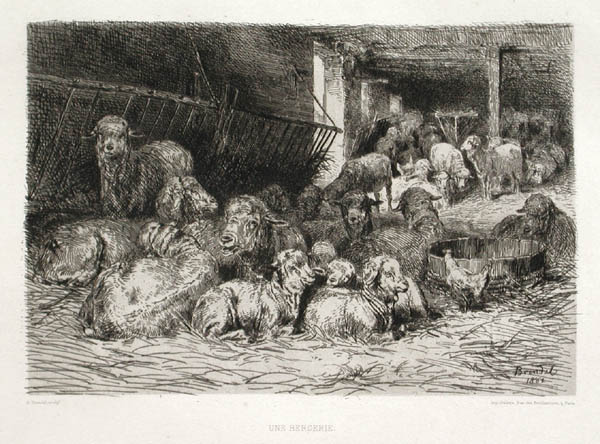
Gravure d'Albert Brendel représentant une bergerie comme il en existait au milieu du XIXe siècle en Europe

La bergerie  est le bâtiment, ou éventuellement l'enclos réservé à l'élevage des ovins. Des bergeries existent probablement depuis l'apparition de l'élevage du mouton. Elles n'étaient parfois que de simples enclos, ou de solides bâtiments de pierre.
Les moutons y sont protégés du mauvais temps, des nuits froides, de la saison hivernale (là où elle est rigoureuse), ou y passent simplement la nuit, dans les régions où des prédateurs peuvent chercher à tuer des moutons la nuit.
C'était aussi un moyen pour le propriétaire du troupeau de se protéger du vol des moutons par autrui.
On peut aussi y effectuer la traite, et produire du lait de brebis, yoghourt et fromage de lait de brebis.

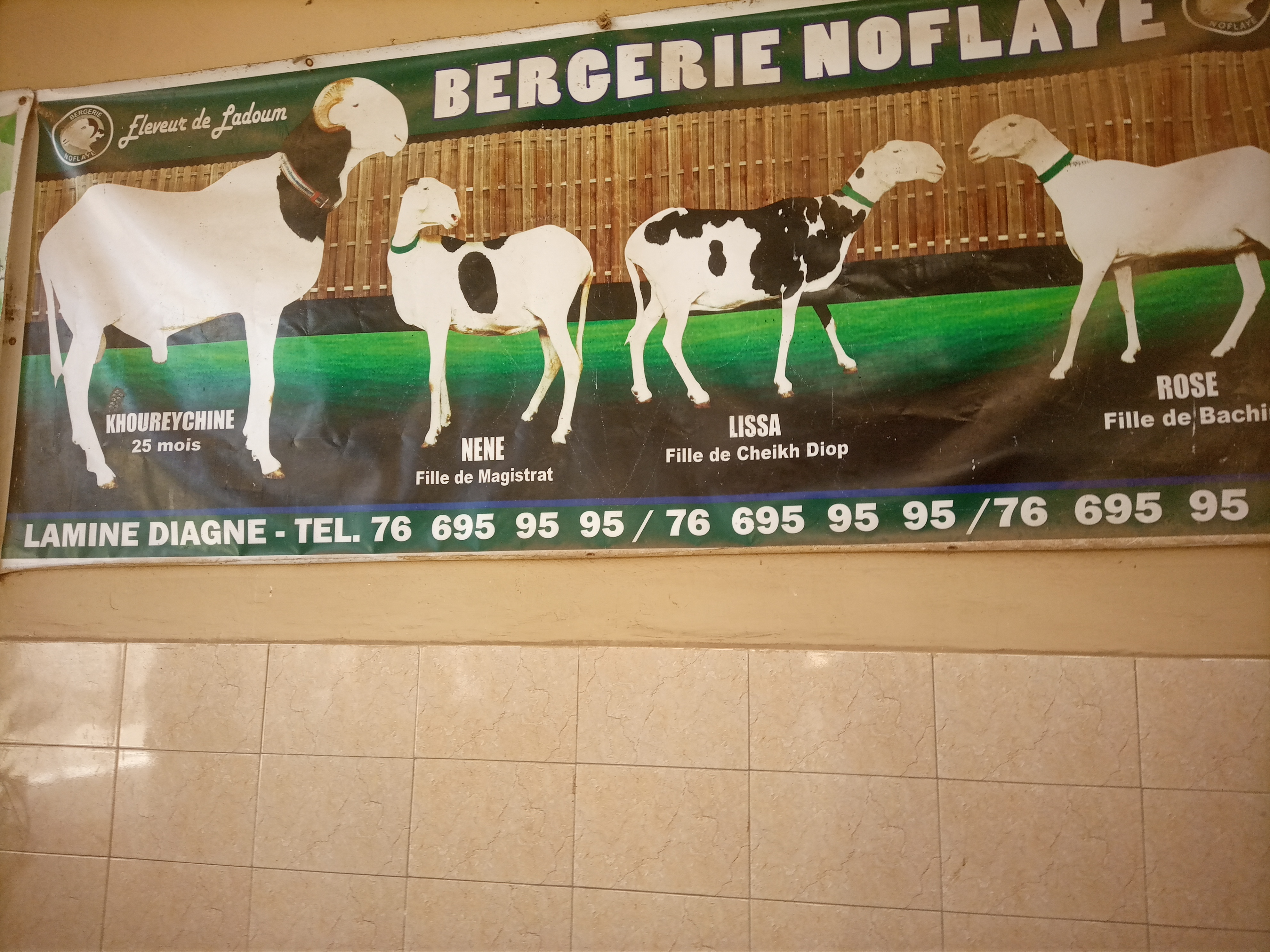
bergerie au Sénégal

## Types de bergeries

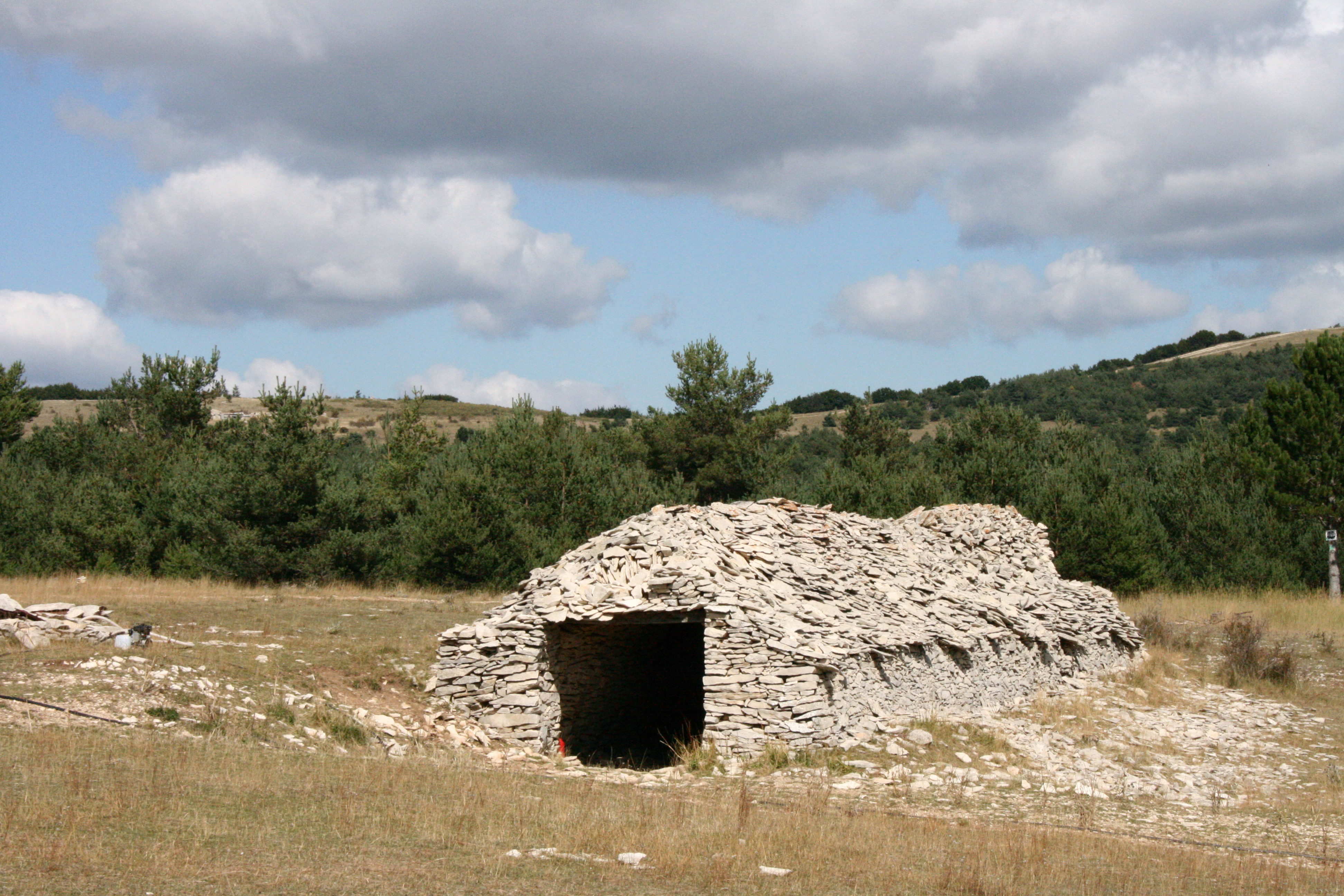
Bergerie des Fraches du Contadour, à Redortiers, dans les Alpes-de-Haute-Provence (fin XIXe siècle, début XXe siècle) : le fronton du pignon-façade et les versants de la toiture ont pâti des escaladeurs
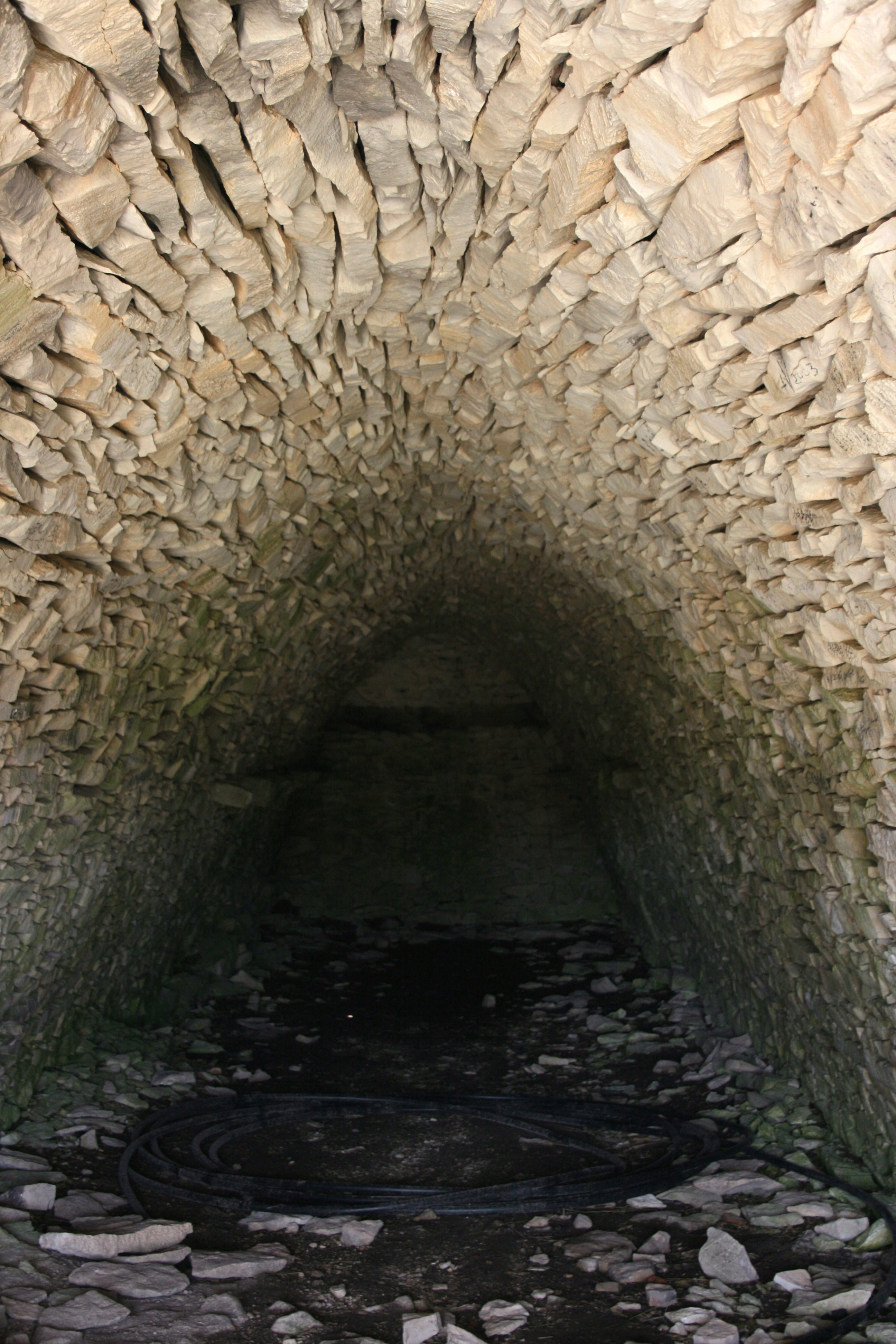
Bergerie des Fraches du Contadour, à Redortiers, dans les Alpes-de-Haute-Provence : voûte clavée en berceau brisé
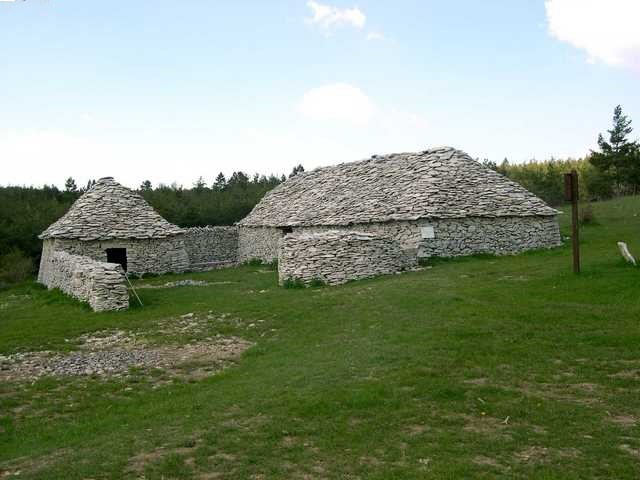
Bergerie construite en pierre sèche à la fin du XIXe siècle aux Terres du Roux à Redortiers, dans les Alpes-de-Haute-Provence : la cabane du berger (à gauche) est séparée de la bergerie
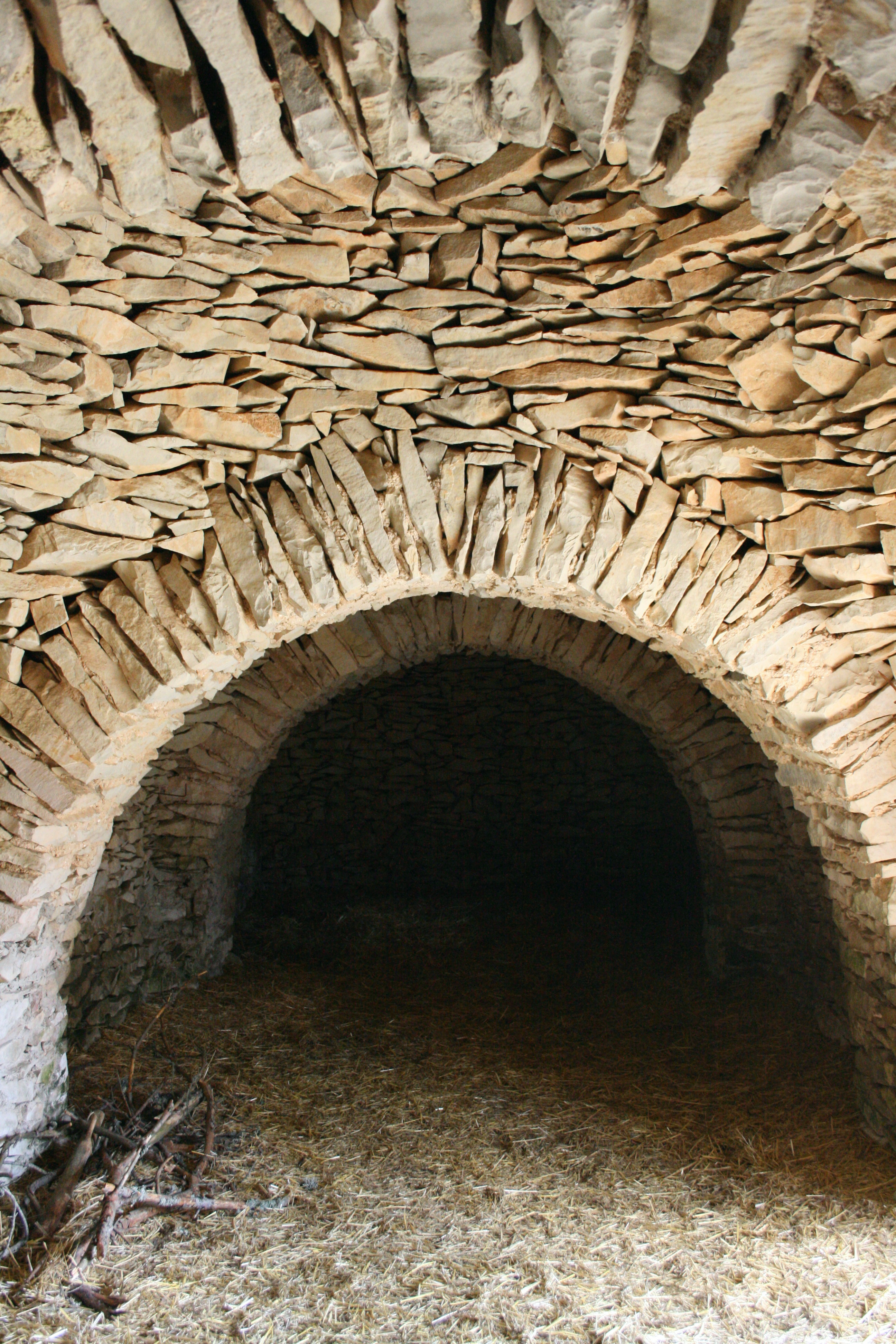
Bergerie des Terres du Roux à Redortiers, dans les Alpes-de-Haute-Provence : arc diaphragme en plein cintre, maçonné au mortier
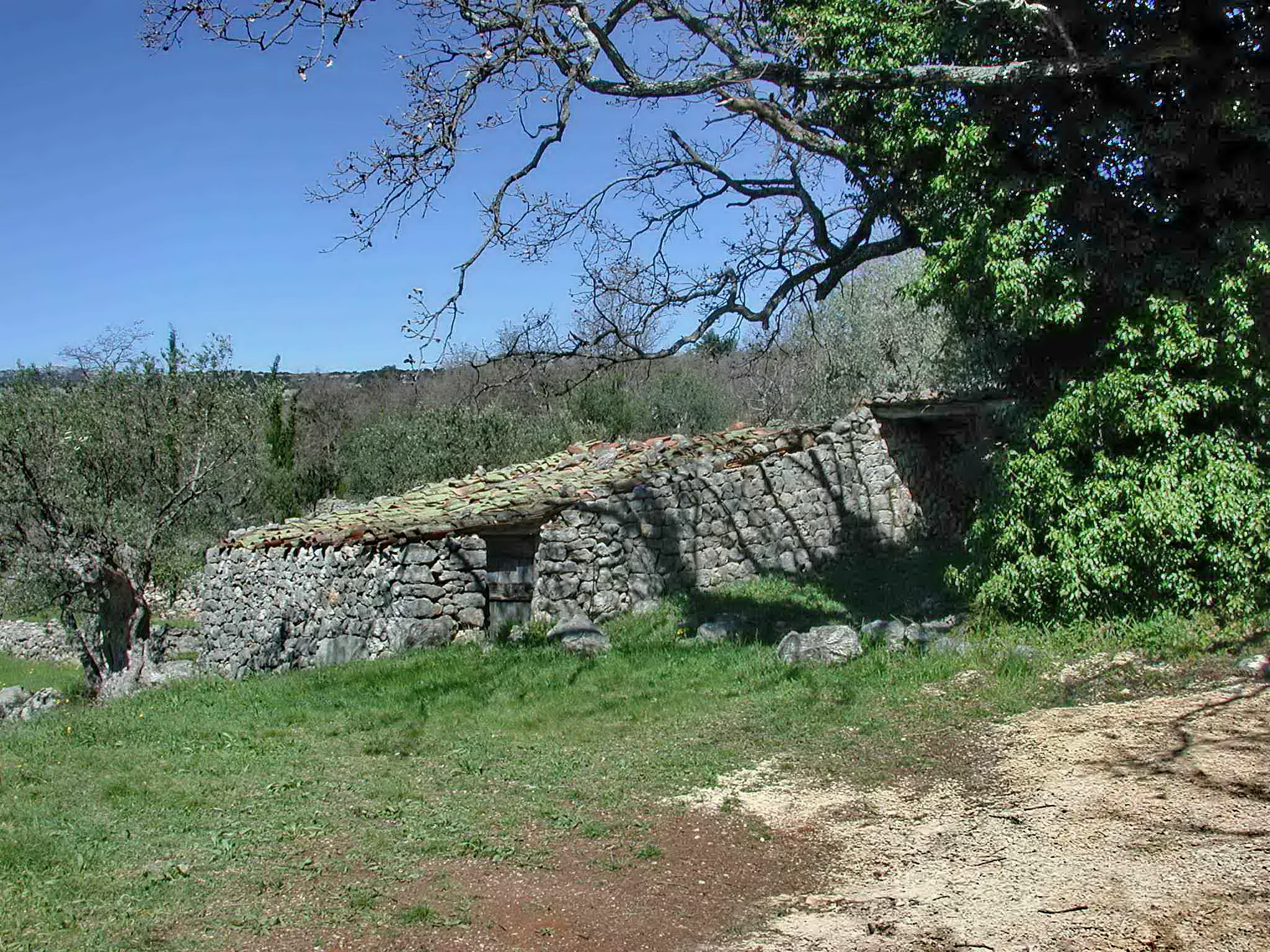
Bergerie en pierre sèche et à toiture à une seule pente, couverte de tuiles canal, aux Blaquières à Mons, dans le Var
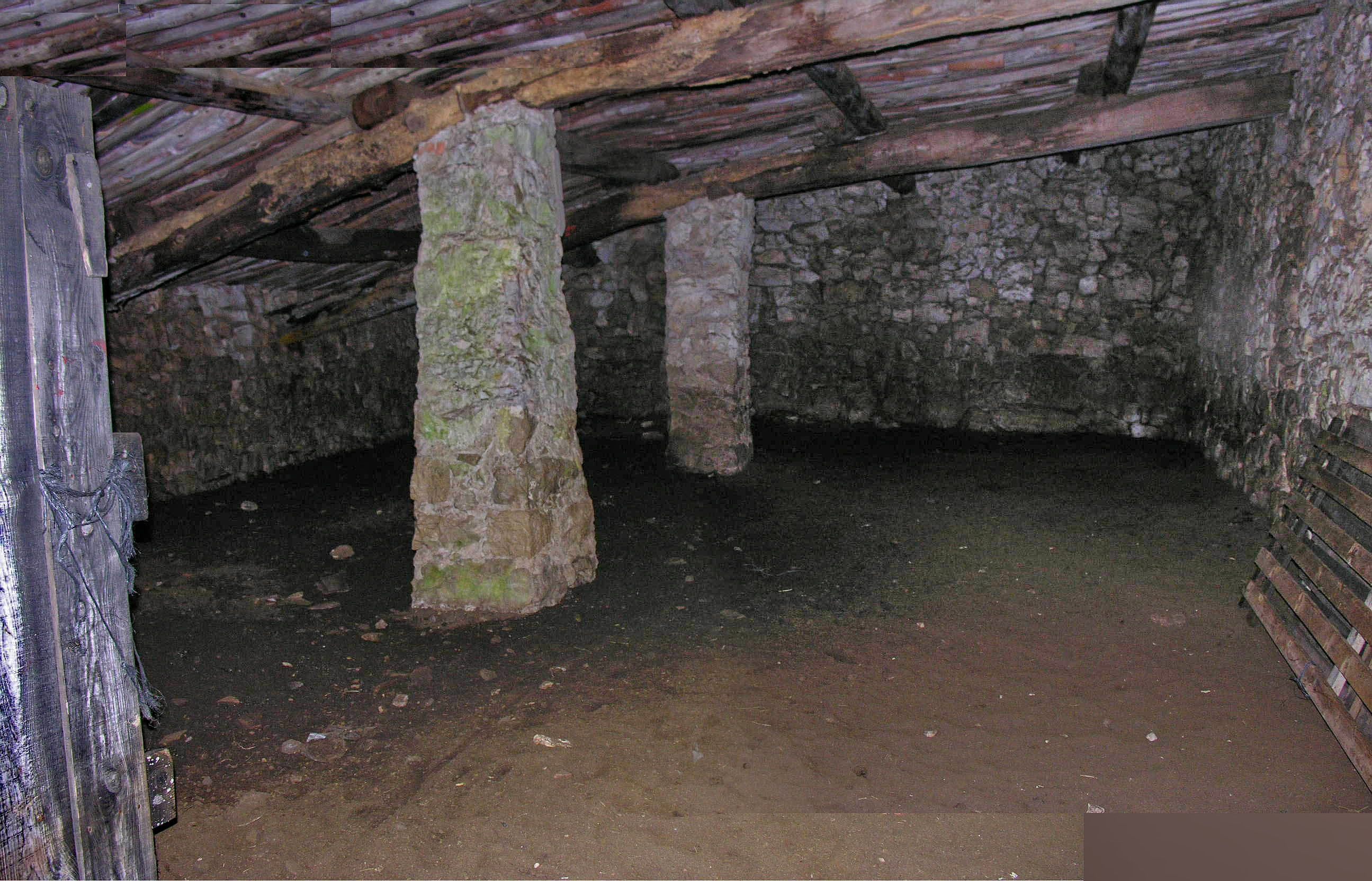
Bergerie en pierre sèche et à toiture à une seule pente, couverte de tules canal, à Bliauge à Mons, dans le Var : les pannes sont soutenues par une file de piliers maçonnés
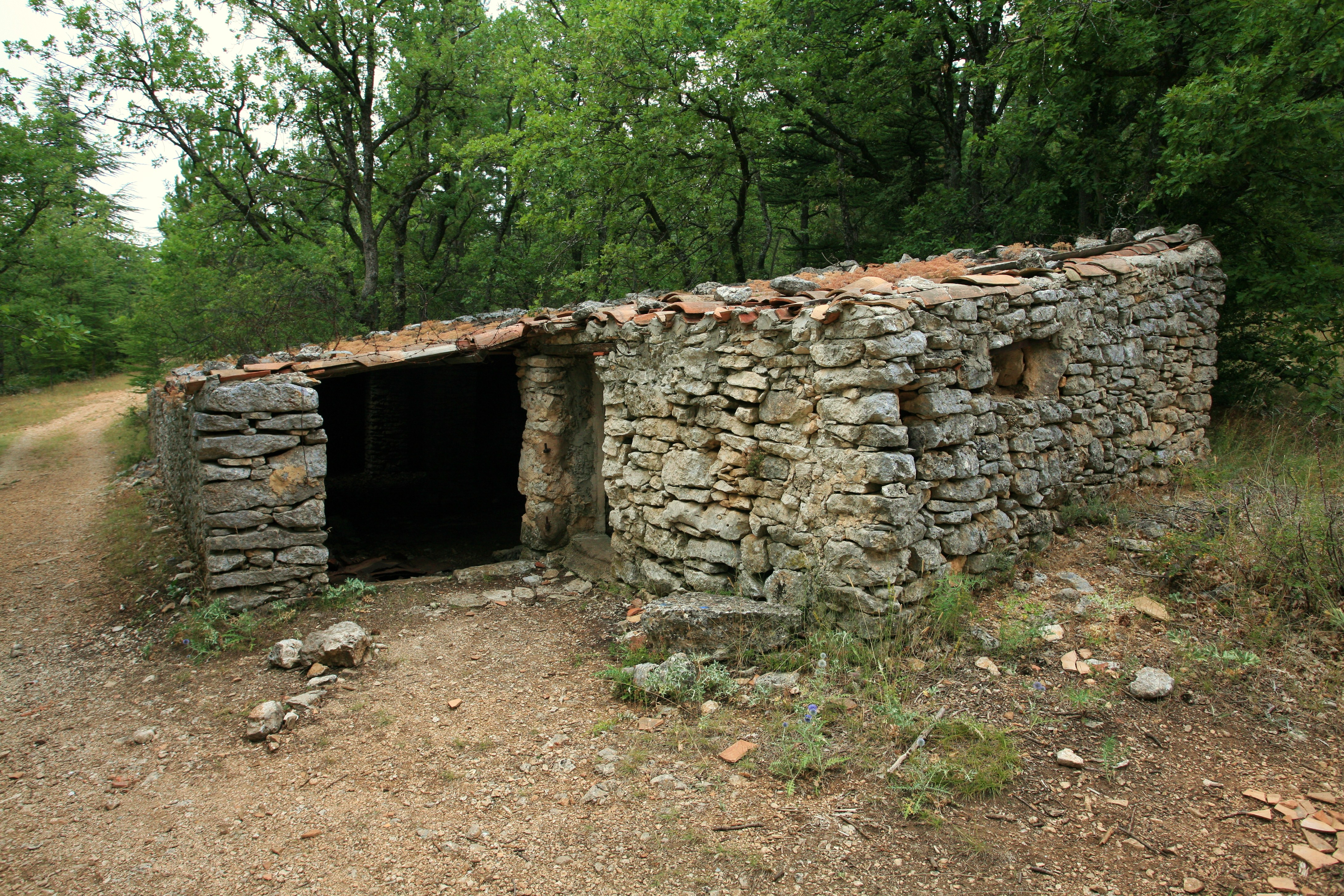
Gîte pastoral dit des Abeyts sur le versant sud du mont Ventoux, dans le Vaucluse : la cabane du berger est bâtie en applique contre le pignon-façade de la bergerie
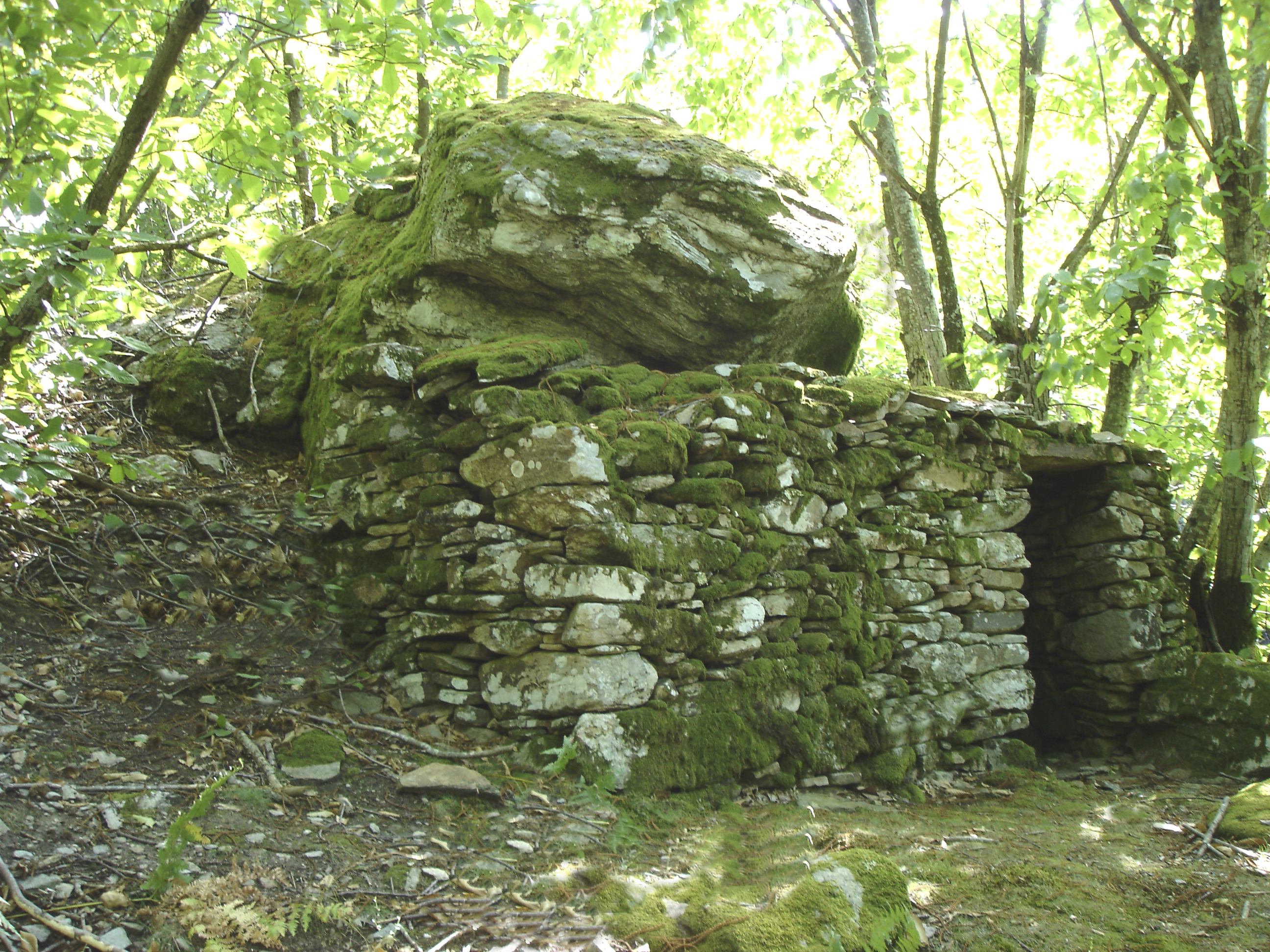
Bergerie de pierre sèche construite en partie sous un rocher, dans le ruisseau de Marselline à Castanet-le-Haut, dans l'Hérault
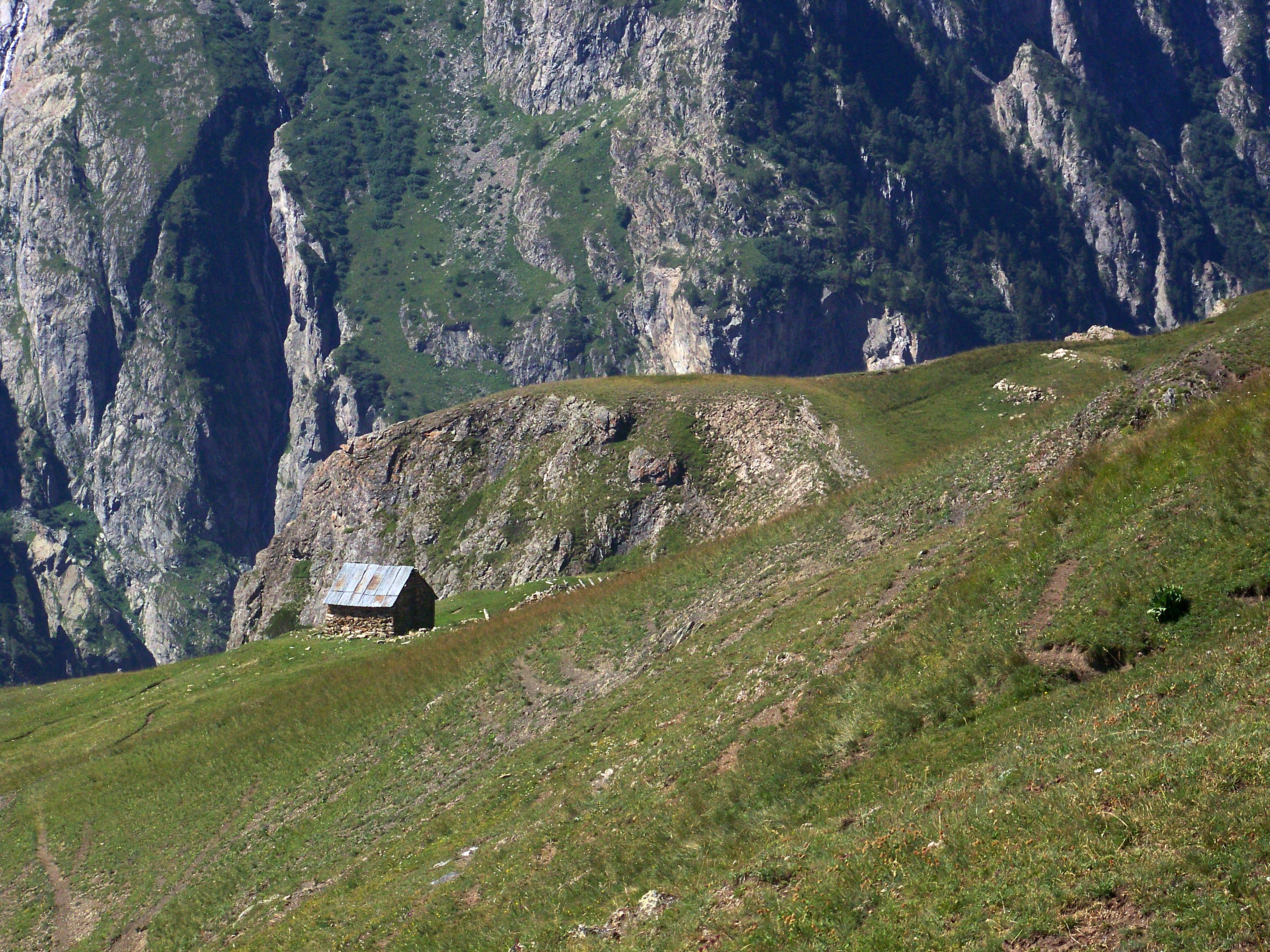
Bergerie d'estive, dans les alpages, près des ruines du Souchet, dans les Alpes françaises
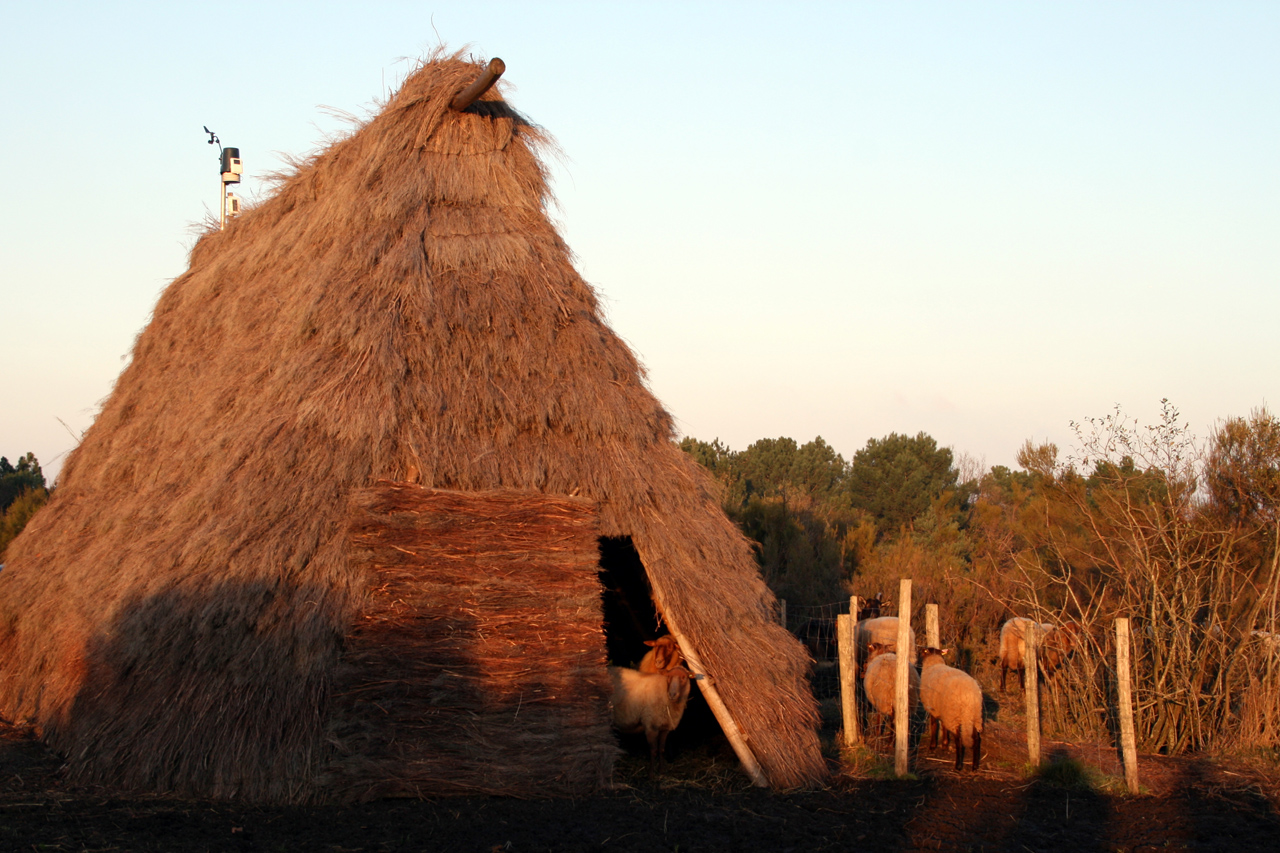
Bergerie couverte de brande dans la réserve du Pinail à Vouneuil-sur-Vienne, dans la Vienne
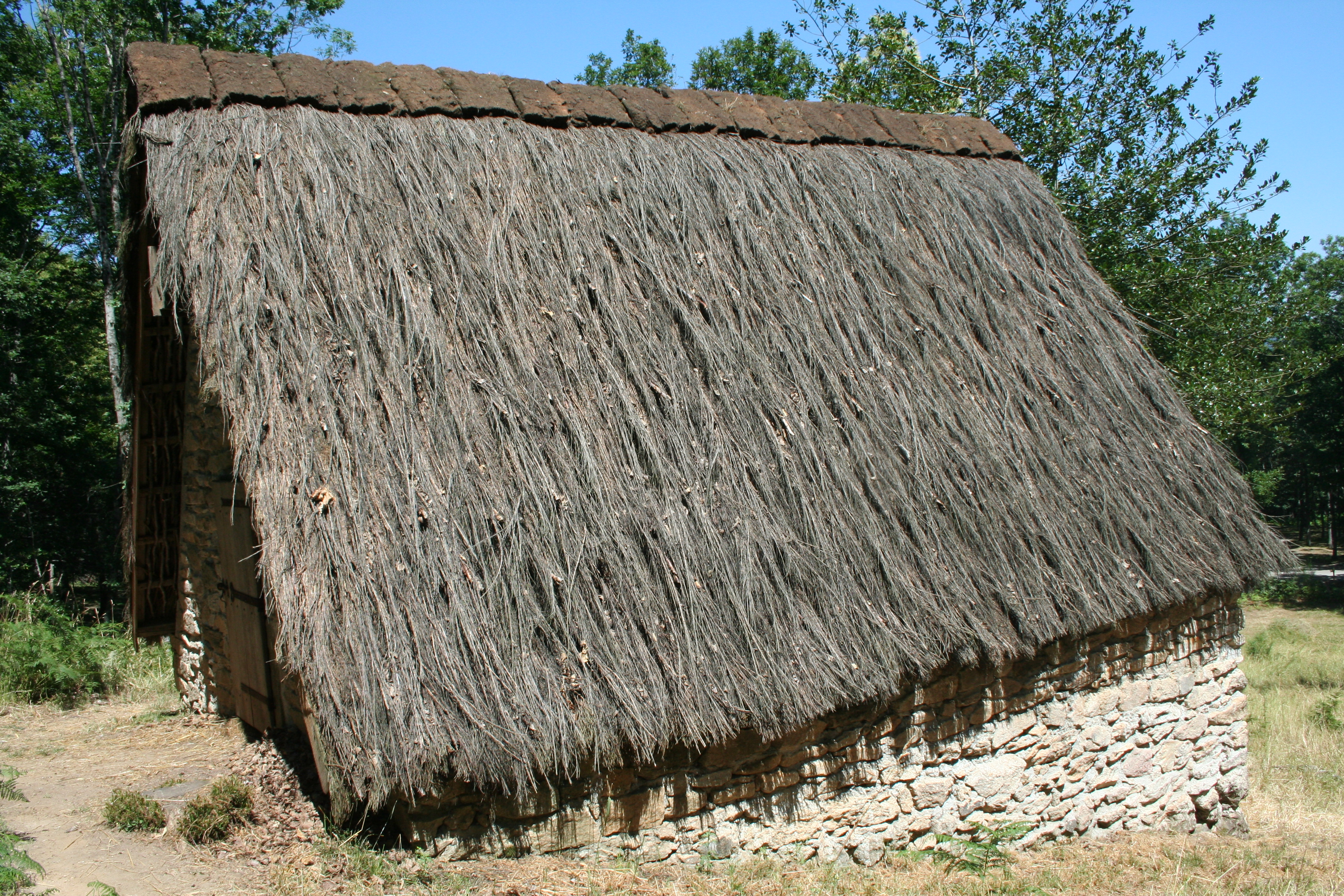
Bergerie à toit en genêts de la maison de Peyrac, à Nages, dans le Tarn
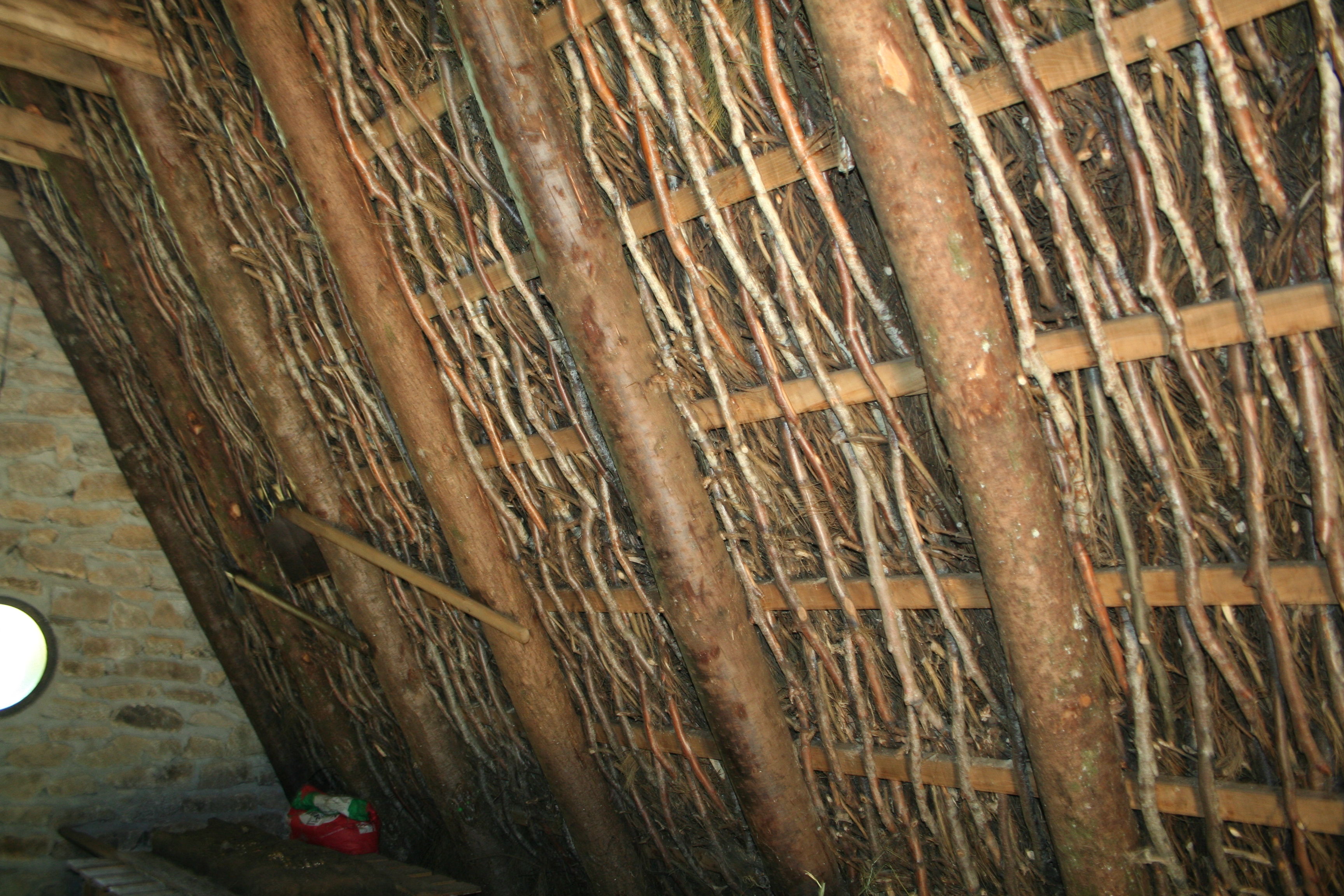
Charpente de la bergerie à toit de genêts de la maison de Peyrac, à Nages, dans le Tarn